# Пальц, Бун
Ричард Бун Пальц (англ. Richard Boone Pultz; род. 18 ноября 1959, Аннандейл, штат Виргиния, США) — американский боксёр-профессионал, выступающий в первой тяжёлой (Cruiserweight) весовой категории. Является экс-чемпионом мира по версии ВБО (WBO).
Наилучшая позиция в мировом рейтинге: ???-й.

## Результаты боёв
| Бой | Дата | Соперник | Судьи | Место боя | Раундов | Результат | Дополнительно |
| --- | ---- | -------- | ----- | --------- | ------- | --------- | ------------- |
|     |      |          |       |           |         |           |               |
| Бой | Дата | Соперник | Судьи | Место боя | Раундов | Результат | Дополнительно |